# Josyf Slipyj
Josyf Slipyj (Oekraïens: Йосиф Сліпий) (Zazdrist (Galicië), 17 februari 1892 - Rome, 7 september 1984) was een Oekraïens geestelijke van de Oekraïense Grieks-katholieke Kerk en een kardinaal van de Rooms-Katholieke Kerk.
Slipyj werd op 30 september 1917 priester gewijd. Op 25 november 1939 werd hij benoemd tot aartsbisschop-coadjutor van Lviv en tot titulair bisschop van Serrae; zijn bisschopswijding vond plaats op 22 december 1939. Toen Andrij Szeptycki op 1 november 1944 overleed, volgde Slipyj hem op als aartsbisschop van Lviv.
In maart 1945 beslisten Stalin, Molotov, Beria en Karpov de Oekraïense Grieks-katholieke Kerk te liquideren.  Op 11 april 1945 werd Slipyj gevangengezet. Hij werd veroordeeld tot acht jaar dwangarbeid en naar de Siberische Goelag gestuurd.  Er volgde een decennialange vervolging van het christendom.  Kerken werden gesloten, in brand gestoken of geprofaneerd.  Veel priesters en gelovigen werden doodgeschoten of gedeporteerd naar de Siberische Goelag. De gelovigen zagen zich genoodzaakt onder te duiken in de clandestiniteit.  In 1963 verkreeg paus Johannes XXIII van president Nikita Chroesjtsjov zijn vrijlating, omdat deze laatste in een ontspanning met de Heilige Stoel en Italië geïnteresseerd was.
Toen het aartsbisdom Lviv op 23 december 1963 verheven werd tot grootaartsbisdom, werd Slipyj de eerste grootaartsbisschop van het bisdom.
Op het consistorie van 22 februari 1965 werd Slipyj kardinaal gecreëerd. Hij kreeg de rang van kardinaal-priester. Zijn titelkerk werd de Sant'Atanasio, een kerk die sterk met de Oosters-katholieke Kerken verbonden is.
Slipyj overleed in ballingschap in Rome in 1984 op 92-jarige leeftijd.  Na de val van de Sovjet-Unie en het onafhankelijk worden van Oekraïne kon zijn stoffelijk overschot in 1992 overgebracht worden naar Lviv en werd het bijgezet in de kathedraal.
- Bibliothèque nationale de France: cb11988688b (data)
- Catàleg d'autoritats de noms i títols de Catalunya: 981058614685206706
- Gemeinsame Normdatei: 118797611
- International Standard Name Identifier: 0000 0001 0903 1688
- Library of Congress Control Number: n81086824
- Nationale Bibliotheek van Tsjechië: js20020925002
- Nationale Bibliotheek van Polen: a0000001850889
- Nederlandse Thesaurus van Auteursnamen: 071275428
- LIBRIS: 328882
- SNAC: w6hm9dj7
- Système universitaire de documentation: 029905117
- Virtual International Authority File: 54944591
- WorldCat: E39PBJqqpCRbfXhHvgthgWqPcP